# فابيو صموئيل أموريم سيلفا
فابيو صموئيل أموريم سيلفا (21 أبريل 1996 بسانتا ماريا دا فييرا في البرتغال - ) هو لاعب كرة قدم برتغالي في مركز الوسط. لعب مع نادي بوافيشتا.

## وصلات خارجية
- فابيو صموئيل أموريم سيلفا على موقع قاعدة بيانات كرة القدم.إي يو (الإنجليزية)
- فابيو صموئيل أموريم سيلفا على موقع Soccerway.com (الإنجليزية)
- فابيو صموئيل أموريم سيلفا على موقع AS.com (الإسبانية)